# Szklarz (Karkonosze)
Szklarz (niem. Peterhübel, 593 m n.p.m.) – szczyt w Karkonoszach, w obrębie Pogórza Karkonoskiego.
Położony jest w północno-zachodniej części Pogórza Karkonoskiego, na wschód od zabudowań Szklarskiej Poręby.
Od północy i zachodu opada stromo do doliny Kamiennej tworząc urwiska, od południowego wschodu podcina go Szklarka, która tworzy wąwóz, a w nim Wodospad Szklarki.
Zbudowany z granitu karkonoskiego.
Cały masyw porośnięty jest lasem.